# Eucyrtopogon punctipennis
Eucyrtopogon punctipennis là một loài ruồi trong họ Asilidae. Eucyrtopogon punctipennis được Melander miêu tả năm 1923. Loài này phân bố ở vùng Tân Bắc giới.